# Cees Nooteboom
Cees Nooteboom, narozený jako Cornelis Johannes Jacobus Maria Nooteboom (* 31. července 1933 Haag), je nizozemský prozaik, básník, cestopisec a esejista.

## Život a dílo
Svého otce ztratil za II. světové války při bombardování. Poté, co se jeho matka v roce 1948 znovu provdala, byl poslán do klášterních škol provozovaných františkány a augustiniány.
Svůj první román Philip en de anderen (Filip a ti druzí) publikoval v roce 1955 a obdržel za něj cenu Anne Frankové. Poté pracoval jako zahraniční dopisovatel pro nizozemská periodika Avenue a Elsevier. Své cestopisné eseje vydal ve více knihách. Píše též divadelní hry a poezii. Žije střídavě v Amsterodamu, Berlíně a na Menorce. V roce 1999 navštívil veletrh Svět knihy, kde na literárním večeru předčítal z knihy Následující příběh.
Jeho knihy obdržely řadu cen, autor je často nominován na Nobelovu cenu za literaturu.

## Dílo (česky)
- Následující příběh, 1992, ISBN 80-204-0771-5
- Rituály, 1999, ISBN 80-7260-020-6
- Ráj ztracený, 2008, ISBN 978-80-7185-903-1

## Ceny
- 1957 - Anne Frank-prijs
- 1960 - Poëzieprijs van de gemeente Amsterdam
- 1960 - ANV-Visser Neerlandia-prijs
- 1963 - Lucy B. en C.W. van der Hoogtprijs
- 1965 - Poëzieprijs van de gemeente Amsterdam
- 1978 - Jan Campertprijs
- 1981 - F. Bordewijkprijs
- 1982 - Cestoda-prijs
- 1982 - Mobil Pegasus Literatuur Prijs
- 1985 - Multatuliprijs
- 1992 - Constantijn Huygensprijs
- 1997 - čestný člen Modern Language Association of the United States of America.
- 2000 - Gedichtendagprijzen
- 2004 - P.C. Hooftprijs